# Сидни Шелдън
Сидни Шелдън (на английски: Sidney Sheldon) е американски драматург, сценарист, продуцент и писател на бестселъри в жанра трилър.

## Биография
Сидни Шелдън е роден на 11 февруари 1917 г. в Чикаго, щат Илинойс в еврейско семейство. Родителите на неговата майка, Натали Маркус, емигрират в САЩ от Одеса, спасявайки се от погромите. Натали всячески поддържала стремлението на младия Шелдън към литературата. Негови стихове били публикувани, когато навършва едва 10-годишна възраст. Кариерата му на писател започва през 1937 година в Холивуд, където пише сценарии за филми. През 1941 година, след служба във Военновъздушните сили, Шелдън отново се заема с творческа работа, пишейки мюзикъли за бродуейски постановки и в същото време продължава да пише сценарии за филми за филмовите студия MGM и Парамаунт Пикчърс. В началото на 1948 година получава Академична награда „Оскар“ за „оригинален сценарий“ за филма „The Bachelor and the Bobby-Soxer“, а през 1959 е удостоен с награда „Тони“ за сценария на мюзикъла „Червенокосата“.
От 1963 година Шелдън започва да пише сценарии за ТВ сериали, благодарение на което достига невероятна популярност. За „Шоуто на Пати Дюк“ (The Patty Duke Show) (1963–1966) и „Мечти за Джени“ (1967–1970) получава няколко награди „Еми“. През 1969 г. написва своя първи роман – „Голо лице“, за който получава награда „Едгар Алън По“. Следващите му романи без изключение попадат в списъците на бестселърите. Общият тираж романите му надхвърлят 275 млн. екземпляри. За заслуги към кинематографията Сидни Шелдън получава своя звезда на Алеята на славата в Холивуд.
Включен е в „Книгата за рекорди на Гинес“ за „най-превеждан“ автор в света.
Умира на 89 години от пневмония в Калифорния, САЩ.
Вдовицата на Шелдън – Александра Костоф е от български произход.

## Произведения

### Самостоятелни романи
- The Naked Face (1970)
Голо лице, ИК „Коала“, София, 1993, прев. Тодор Стоянов
- The Prick (1972)
Остро убождане, ИК „Марена“, София, 1996, прев. Мария Енева
- A Stranger in the Mirror (1976)
Непознат в огледалото, ЕТ Едно плюс - перо, София, 1993, прев. Александър Ванчев
- Bloodline (1977)
Кръвна връзка, изд. „Абагар Холдинг“, София, 1993, 1995, прев. Ленко Костов
- Rage of Angels (1980)
Гневът на ангелите, ЕТ Едно плюс - перо, София, 1993, прев. Любов Мъдрова
- Master of the Game (1982)
Диамантената династия, ИК „Христо Ботев“, София, 1993, прев. Йорданка Пенкова, Людмила Русева и Наследниците на диамантената династия, ИК „Христо Ботев“, София, 1993, прев. Олга Стоичкова, Людмила Русева; ИК „Бард“, 1993, прев. Йорданка Пенкова, Людмила Русева
- Windmills of the Gods (1987)
Вятърните мелници на боговете, изд. Матекс, София, 1993, прев. Олга Дончева, Зоя Любенова
- The Sands of Time (1988)
Пясъците на времето, изд. ГАЛ-ИКО, 1993, прев. Юрий Михайлов
- The Doomsday Conspiracy (1991)
Операция „Страшният съд“, изд. Коала, София, 1991, прев. Румяна Радеа, Мариана Невенска
- Nothing Lasts Forever (1994)
Нищо не е вечно, изд. „Хемус“ (В. Търново, Абагар), 1995, прев. Лидия Шведова
Лекарки, изд. „Бард“, 1997, прев. Лидия Шведова
- Morning, Noon and Night (1995)
От утрото до здрача, ИК „Бард“, София, 1996, прев. Анжела Лазарова-Петрова
- Tell Me Your Dreams (1998)
Насън и наяве, ИК „Бард“, София, 1998, прев. Крум Бъчваров
- Are You Afraid of the Dark? (2004)
Кой се страхува от мрака, ИК „Бард“, София, 2005, прев. Крум Бъчваров

### Серия „Отвъд полунощ“ (Other Side of Midnight)
1. The Other Side of Midnight (1974)
Отвъд полунощ, изд. Хемус, София, 1992, прев. Дафина Китанова
2. Memories of Midnight (1990)
Спомени от полунощ, изд. „Свят“, изд. „Хемус“, 1992, София, прев. Теодора Давидова; ИК „Бард“, София, 2008, прев. Теодора Давидова

### Серия „Амбициозни жени“ (Ambitious Women)
- The Stars Shine Down (1992)
Звездите светят над нас, изд. „Хемус“, София, 1994, прев. Дафин Китанова
- The Best Laid Plans (1997)
Тънки сметки, ИК „Бард“, София, 1998, прев. Емилия Желязкова
- The Sky Is Falling (2000)
Греховете на светците, ИК „Бард“, София, 2000, прев. Крум Бъчваров (с 2 различни корици)

### Серия „Трейси Уитни“ (Tracey Whitney)
- If Tomorrow Comes (1985)
Ако утрото настъпи, ИК „Андина“, Варна, 1992, прев. Борис Дамянов; ИК „Бард“, София, 1996, прев. Борис Дамянов

Част 2 и 3 са написани от Тили Багшоу (вж. по-долу)

### Книги за деца
- The Adventures of Drippy the Runaway Raindrop
- Man on the Run
- The Dictator
- The Revenge!
- The Twelve Commandments
- We Are Not Married
- The Money Tree
- The Adventure of a Quarter
- The Chase
- Ghost Story
- The Strangler
- The Million Dollar Lottery

### Пиеси
- The Merry Widow (1943)
- Jackpot (1944)
- Dream with Music (1944)
- Alice in Arms (1945)
- Redhead (1959)
- Roman Candle (1960)
- The Bachelor and the Bobby-Soxer (1961)
- The King of New York (1961)
- The Judge (1962)

### Комикси
- Adventures of Drippy: The Runaway Raindrop (1995)
- Fun With Drippy Activity Book (1996)
- Fun with Drippy the Runaway Raindrop (2003)

### Документалистика
- The Other Side of Me (2005) – автобиография
Другият мой живот, ИК „Бард“, София, 2005, прев. Крум Бъчваров

### Довършени романи от други писатели
От Тили Багшоу
- Sidney Sheldon's Mistress of the Game (2009) – продължение на Master of the Game
- Sidney Sheldon's After the Darkness (2010)
След тъмнината, ИК „Бард“, София, 2012, прев. Ивайла Божанова
- Sidney Sheldon's Angel of the Dark (2012)
Ангел на мрака, ИК „Бард“, София, 2013, прев. Елена Чизмарова
- Sidney Sheldon's The Tides of Memory (2013)
Приливът на тайните, ИК „Бард“, София, 2014, прев. Анета Макариева-Лесева
- Sidney Sheldon's Chasing Tomorrow (2014) – продължение на If Tomorrow Comes
Нощта преди разсъмване, ИК „Бард“, София, 2015, прев. Лили Христова
- Reckless (2015) – втора книга от If Tomorrow Comes
Безрасъдно, ИК „Бард“, София, 2016, прев. Венислав Божилов
- The Silent Widow (2018)
Мълчанието на вдовицата, ИК „Бард“, София, 2018, прев. Цветана Генчева
- The Phoenix (2019)
Феникс, ИК „Бард“, София, 2019, прев. Елена Чизмарова

## Екранизации
- 1941 South of Panama – сценарий
- 1941 Gambling Daughters – история
- 1941 Dangerous Lady – история
- 1941 Borrowed Hero – история
- 1941 Mr. District Attorney in the Carter Case – сценарий
- 1942 Fly-By-Night – история
- 1942 She's in the Army – сценарий
- 1947 The Bachelor and the Bobby-Soxer – сценарий
- 1948 Easter Parade – сценарий
- 1949 The Barkleys of Broadway
- 1950 Nancy Goes to Rio – сценарий
- 1950 Ани, вземи си пушката – сценарий
- 1951 Three Guys Named Mike – сценарий
- 1951 No Questions Asked – сценарий
- 1951 Rich, Young and Pretty – сценарий
- 1952 Just This Once – сценарий
- 1953 Remains to Be Seen – сценарий
- 1953 Dream Wife – автор
- 1955 Stage 7 – ТВ сериал
- 1955 You're Never Too Young – сценарий
- 1956 Anything Goes
- 1956 The Birds and the Bees – сценарий
- 1956 Pardners – сценарий
- 1957 The Buster Keaton Story
- 1958 Colgate Theatre – ТВ сериал
- 1961 All in a Night's Work – сценарий
- 1962 Billy Rose's Jumbo – сценарий
- 1963 – 1966 The Patty Duke Show – ТВ сериал
- 1968 Shadow on the Land – ТВ филм, създател
- 1965 – 1970I Dream of Jeannie – ТВ сериал
- 1970 – 1971 Nancy – ТВ сериал
- 1977 The Other Side of Midnight – по романа
- 1979 Bloodline – по романа
- 1983 Rage of Angels – ТВ филм, по романа
- 1984 Master of the Game ТВ минисериал, по романа
- 1979 – 1984 Hart to Hart – ТВ сериал
- 1984 The Naked Face – по романа
- 1985 I Dream of Jeannie... Fifteen Years Later – ТВ филм
- 1986 If Tomorrow Comes – ТВ минисериал, по романа
- 1986 The Twilight Zone – ТВ сериал, 1 епизод
- 1986 Rage of Angels: The Story Continues – ТВ филм
- 1988 Windmills of the Gods – ТВ филм, по романа
- 1991 I Still Dream of Jeannie – ТВ филм
- 1991 Memories of Midnight – ТВ филм
- 1992 The Sands of Time – ТВ филм, по романа
- 1992 Zvezda sherifa
- 1993 A Stranger in the Mirror – ТВ филм, по романа
- 1993 Hart to Hart Returns – ТВ филм
- 1994 Hart to Hart: Home Is Where the Hart Is – ТВ филм, създател
- 1994 Hart to Hart: Crimes of the Hart – ТВ филм, създател
- 1994 Hart to Hart: Old Friends Never Die – ТВ филм, създател
- 1995 Nothing Lasts Forever – ТВ филм, по книгата
- 1995 Hart to Hart: Two Harts in 3/4 Time – ТВ филм, създател
- 1996 Hart to Hart: Harts in High Season – ТВ филм, създател
- 1996 Hart to Hart: Till Death Do Us Hart – ТВ филм, създател
- 2012 Jeannie Aur Juju – ТВ сериал, 14 епизода